# Idaea fervens
Idaea fervens là một loài bướm đêm trong họ Geometridae.